# Episodi de Schlosshotel Orth (ottava stagione)
L'ottava stagione della serie televisiva Schlosshotel Orth è stata trasmessa in anteprima in Germania dalla ZDF tra il 3 settembre 2004 e il 10 dicembre 2004.
| nº | Titolo originale  | Titolo italiano | Prima TV Germania | Prima TV Italia |
| -- | ----------------- | --------------- | ----------------- | --------------- |
| 1  | Volltreffer       | Inedito         | 3 settembre 2004  | Inedito         |
| 2  | Allüren           | Inedito         | 10 settembre 2004 | Inedito         |
| 3  | Gemischtes Doppel | Inedito         | 17 settembre 2004 | Inedito         |
| 4  | Die Rückkehr      | Inedito         | 24 settembre 2004 | Inedito         |
| 5  | Hoch hinaus       | Inedito         | 1º ottobre 2004   | Inedito         |
| 6  | Glückssache       | Inedito         | 8 ottobre 2004    | Inedito         |
| 7  | Ein neues Leben   | Inedito         | 15 ottobre 2004   | Inedito         |
| 8  | Annäherungen      | Inedito         | 22 ottobre 2004   | Inedito         |
| 9  | Verfehlungen      | Inedito         | 29 ottobre 2004   | Inedito         |
| 10 | Rivalen           | Inedito         | 5 novembre 2004   | Inedito         |
| 11 | Untiefen          | Inedito         | 12 novembre 2004  | Inedito         |
| 12 | Der Einstieg      | Inedito         | 19 novembre 2004  | Inedito         |
| 13 | Die Muse          | Inedito         | 26 novembre 2006  | Inedito         |
| 14 | Fälschungen       | Inedito         | 3 dicembre 2004   | Inedito         |
| 15 | Feuer             | Inedito         | 10 dicembre 2004  | Inedito         |